# Ascidium

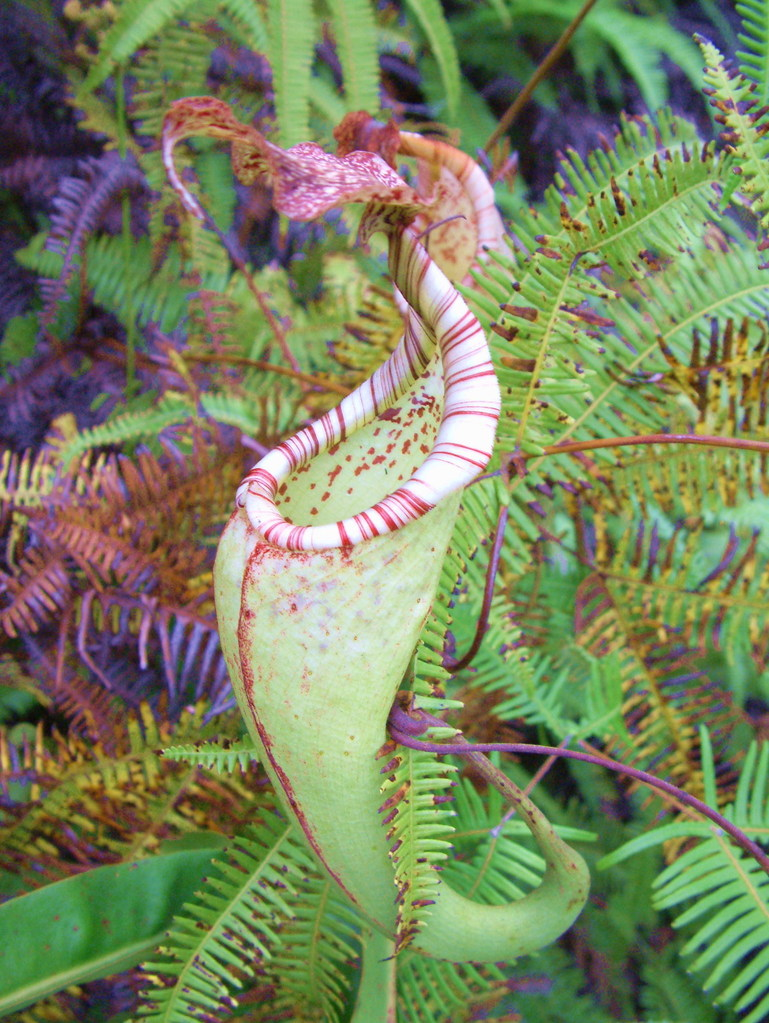
Ascidium of vangbeker van Nepenthes maxima

Een ascidium (meervoud: ascidia) is een beker- of flesvormig orgaan of aanhangsel van een plant. Een voorbeeld is de vangbeker van de vleesetende planten uit het geslacht Nepenthes. De term is een verlatijnsing van het Oudgriekse askidion (ασκιδιον), wat 'leren zakje' betekent.